# Wald bei Dümmer
Wald bei Dümmer este o arie protejată (arie specială de conservare — SAC, sit de importanță comunitară — SCI) din Germania întinsă pe o suprafață de 350 ha, integral pe uscat.

## Localizare
Centrul sitului Wald bei Dümmer este situat la coordonatele 53°33′32″N 11°13′17″E / 53.5589°N 11.2214°E.

## Înființare
Situl Wald bei Dümmer a fost declarat sit de importanță comunitară în aprilie 2004 pentru a proteja 1 specie de animale. Situl a fost protejat și ca arie specială de conservare în august 2016.

## Biodiversitate
Situată în ecoregiunea continentală, aria protejată conține 3 habitate naturale: Lacuri eutrofice naturale cu vegetație de tip Magnopotamion sau Hydrocharition, Păduri de fag Asperulo-Fagetum, Mlaștini împădurite.
La baza desemnării sitului se află o specie protejată de  mamifere: vidră de râu (Lutra lutra)